# Giro della Valle d'Aosta
Il Giro ciclistico internazionale della Valle d'Aosta - Les Savoie - Mont Blanc - Valais (in francese, Tour international de la Vallée d'Aoste - Les Savoie - Mont Blanc - Valais) è una corsa a tappe maschile di ciclismo su strada, riservata alla categoria Under-23, che si svolge annualmente nella regione italiana Valle d'Aosta, nella regione francese del Rodano-Alpi e nel cantone svizzero del Vallese. Dal 2005 è parte del calendario dell'UCI Europe Tour come gara di classe 2.2 e dal 2012 si svolge nel mese di luglio.

## Albo d'oro
Aggiornato all'edizione 2025.
| Anno    | Vincitore                             | Secondo                               | Terzo                                 |
| ------- | ------------------------------------- | ------------------------------------- | ------------------------------------- |
| 1962    | Gilberto Vendemiati                   | Marcello Mugnaini                     | Italo Zilioli                         |
| 1963    | Gianni Motta                          | Luciano Galbo                         | Adriano Passuello                     |
| 1964    | Adriano Passuello                     | Franco Bodrero                        | Franco Parrini                        |
| 1965-66 | non disputato                         | non disputato                         | non disputato                         |
| 1967    | Arturo Pecchielan                     | Antonio Fradusco                      | Leopoldo Cattelan                     |
| 1968    | Pierfranco Vianelli                   | Roberto Sorlini                       | Ottavio Crepaldi                      |
| 1969    | Vittorio Urbani                       | Giuseppe Mereghetti                   | Franco Famà                           |
| 1970    | Franco Baroni                         | Antonio Tavola                        | Renato Martinazzo                     |
| 1971    | Mario Corti                           | Germano Zangrandi                     | Franco Balduzzi                       |
| 1972    | Efrem Dall'Anese                      | Alberto Bogo                          | Gianbattista Baronchelli              |
| 1973    | Gabriele Mirri                        | Alfredo Chinetti                      | Leonardo Mazzantini                   |
| 1974    | Giuseppe Rodella                      | Pasquale Pugliese                     | Fausto Stiz                           |
| 1975    | Leone Pizzini                         | Annunzio Colombo                      | Alfio Vandi                           |
| 1976    | Francesco Masi                        | Leonardo Mazzantini                   | Giovanni Fedrigo                      |
| 1977    | Ennio Vanotti                         | Giuseppe Fatato                       | Silvano Contini                       |
| 1978    | Claudio Gosetto                       | Giovanni Fedrigo                      | Giovanni Testolin                     |
| 1979    | Alessandro Paganessi                  | Alberto Minetti                       | Giuseppe Faraca                       |
| 1980    | Fabrizio Verza                        | Giovanni Fedrigo                      | Giovanni Testolin                     |
| 1981    | Maurizio Viotto                       | Franco Chioccioli                     | Paul Haghedooren                      |
| 1982    | Stefano Tomasini                      | Mario Bonzi                           | Luc Wallays                           |
| 1983    | Luc Wallays                           | Alberto Volpi                         | Fabrizio Vannucci                     |
| 1984    | Flavio Giupponi                       | Jørgen Vagn Pedersen                  | Claudio Chiappucci                    |
| 1985    | Stefan Brykt                          | Kjell Nilsson                         | Bruno Bulić                           |
| 1986    | Marco Lanteri                         | Stefano Tomasini                      | Marco Votolo                          |
| 1987    | Fabrice Philipot                      | Gianluca Tonetti                      | Marco Lanteri                         |
| 1988    | Enrico Zaina                          | Gianluca Tonetti                      | Herbert Niederberger                  |
| 1989    | Ivan Gotti                            | Daniel Lanz                           | Stefano Cattai                        |
| 1990    | Ivan Gotti                            | Fabrizio Settembrini                  | Wladimir Belli                        |
| 1991    | Wladimir Belli                        | Jacques Dufour                        | Andrea Noè                            |
| 1992    | Gilberto Simoni                       | Leonardo Piepoli                      | Vincenzo Galati                       |
| 1993    | Roberto Menegotto                     | Rosario Fina                          | Gilberto Simoni                       |
| 1994    | Roberto Pistore                       | Dario Frigo                           | Riccardo Faverio                      |
| 1995    | Valentino Fois                        | Stefano Faustini                      | Marco Della Vedova                    |
| 1996    | Maurizio Vandelli                     | Mauro Zanetti                         | Gianluca Tonetti                      |
| 1997    | Devis Miorin                          | Stefano Panetta                       | Angelo Lopeboselli                    |
| 1998    | Igor Pugaci                           | Leonardo Giordani                     | Paolo Tiralongo                       |
| 1999    | Milan Kadlec                          | Paolo Tiralongo                       | Ramon Bianchi                         |
| 2000    | Jaroslav Popovyč                      | Damiano Giannini                      | Sylwester Szmyd                       |
| 2001    | Jaroslav Popovyč                      | Damiano Cunego                        | Maksim Smirnov                        |
| 2002    | Marco Marzano                         | Massimo Iannetti                      | Oliver Zaugg                          |
| 2003    | Marco Marzano                         | Emanuele Sella                        | Oliver Zaugg                          |
| 2004    | Tomaz Nose                            | Domenico Pozzovivo                    | Morris Possoni                        |
| 2005    | Morris Possoni                        | Luigi Sestili                         | Cristiano Salerno                     |
| 2006    | Alessandro Bisolti                    | Daniel Martin                         | Tom Criel                             |
| 2007    | Alex Cano                             | Vincenzo Iannello                     | Mauro Finetto                         |
| 2008    | Michele Gaia                          | Enrico Zen                            | Anatolij Pachtusov                    |
| 2009    | Thibaut Pinot                         | Angelo Pagani                         | Egor Silin                            |
| 2010    | Pëtr Ignatenko                        | Jonathan Monsalve                     | Francesco Bongiorno                   |
| 2011    | Fabio Aru                             | Joseph Dombrowski                     | Nikita Novikov                        |
| 2012    | Fabio Aru                             | Sergej Černeckij                      | Andrea Manfredi                       |
| 2013    | Davide Villella                       | Davide Formolo                        | Clément Chevrier                      |
| 2014    | Bernardo Suaza                        | Odd Christian Eiking                  | Manuel Senni                          |
| 2015    | Robert Power                          | Laurens De Plus                       | Simone Petilli                        |
| 2016    | Kilian Frankiny                       | Enric Mas                             | Mark Padun                            |
| 2017    | Pavel Sivakov                         | Bjorg Lambrecht                       | Michael Storer                        |
| 2018    | Vadim Pronskij                        | Kevin Inkelaar                        | Jonas Gregaard                        |
| 2019    | Mauri Vansevenant                     | Adam Hartley                          | Kevin Inkelaar                        |
| 2020    | annullata per la Pandemia di COVID-19 | annullata per la Pandemia di COVID-19 | annullata per la Pandemia di COVID-19 |
| 2021    | Reuben Thompson                       | Gianmarco Garofoli                    | Mattia Petrucci                       |
| 2022    | Lenny Martinez                        | Reuben Thompson                       | Simone Raccani                        |
| 2023    | Darren Rafferty                       | Alexy Faure Prost                     | Isaac Del Toro                        |
| 2024    | Jarno Widar                           | Ilkhan Dostiyev                       | Ludovico Crescioli                    |
| 2025    | Jarno Widar                           | Mateo Pablo Ramírez                   | Jean-Loup Fayolle                     |